# Юмер Пампурі
Юмер Пампурі (алб. Ymer Pampuri; 30 квітня 1944 — 18 січня 2017) — албанський важкоатлет. На літніх Олімпійських іграх 1972 року він став першим албанцем, побив Олімпійський рекорд, першим албанцем, який став чемпіоном світу і останнім чемпіоном світу у жимі над головою, оскільки після 1972 року ця дисципліна була виключена з програми міжнародних змагань.

## Біографія
Пампури народився в Тирані. Коли йому було сім років, він розпочав виступати акробатом в Тиранском цирку. Потім вирішив зайнятися важкою атлетикою. Його талант спортсмена розгледів Телат Аголі. Пампурі став членом тиранського спортивного товариства «17 Nentori». З 1964 по 1974 рік щорічно перемагав на чемпіонаті країни.
У 1972 році Пампурі був обраний представником Албанії на чемпіонаті Європи в Констанці. У жимі він підняв 125 кг, також як і польський атлет Хенрік Трембицкий, але поступився поляку за власною вагою. У тому ж році він взяв участь у літніх Олімпійських іграх. У 1972 році, коли Пампурі і його тренер Зюди Мазреку заявили перед від'їздом, що вони планують отримати медаль на мюнхенській Олімпіаді, багато з албанських спортивних керівників засміялися. У віці 27 років важкоатлет побив Олімпійський рекорд, встановлений Есинобу Мияке в жимі, піднявши 127,5 кг Це сталося 29 серпня 1972 року, коли Пампурі побив рекорд і став чемпіоном світу у цій дисципліні. За сумою триборства він зайняв 9 місце.
За свої досягнення він отримав звання «Mjeshter i Madh i Punes». У 1981 році Юмер Пампури перестав брати участь у спортивних змаганнях. Він знову став виступати в цирку, доки не вийшов на пенсію в 1994 році. У 2006 році повернувся у важку атлетику, щоб разом з іншими спортсменами-ветеранами взяти участь у чемпіонаті Франції. Він помер від серцевого нападу 18 січня 2017 року.